# Собинка
Собинка (рус. Собинка) град је у Русији у Владимирској области.

## Становништво
| 1939.  | 1959.  | 1970.  | 1979.  | 1989.  | 2002.  | 2010.  |
| ------ | ------ | ------ | ------ | ------ | ------ | ------ |
| 18.162 | 20.511 | 22.943 | 23.646 | 23.720 | 21.054 | 19.482 |